# Pieter Zeeman
Pieter Zeeman (Zonnemaire, Zelanda, Països Baixos 1865 - Amsterdam, Països Baixos 1943) fou un físic neerlandès guardonat amb el Premi Nobel de Física l'any 1902. Va fer importants recerques sobre òptica, radiacions i la propagació de la llum.

## Biografia
Nascut el 25 de maig de 1865, fill d'un pastor protestant al poble zelandès de Zonnemaire. Després dels estudis secundaris el 1883 s'instal·là a Delft on es va preparar per a l'examen de l'estat de llengües clàssiques, un requisit indispensable per poder ser admès a la universitat en aquells moments.

## Estudis científics

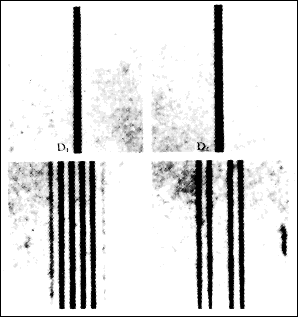
Fotografia presa per Zeeman sobre l'efecte que porta el seu nom

El 1885 ingressà a la Universitat de Leiden per estudiar física al costat de Hendrik Lorentz. El 1890 s'hi va llicenciar i va esdevindre l'assistent de Lorentz.
Per indicació del mateix Lorentz va començar a investigar l'efecte dels camps magnètics sobre les fonts de llum. Així el 1896 va descobrir que les línies espectrals d'una font lluminosa sotmeses a un camp magnètic fort es divideixen en diversos components, cadascun dels quals està polaritzat, el que avui es coneix com a efecte Zeeman. Aquesta descobert va ser publicada el 31 d'octubre del mateix any a la Koninklijke Nederlandse Akademie van Wetenschappen (Acadèmia neerlandesa d'Arts i Ciències). Es comprovaven així, experimentalment, les prediccions del seu mestre Hendrik Lorentz, i va portar una prova més a favor de la teoria electromagnètica de la llum.

## Professor a Amsterdam

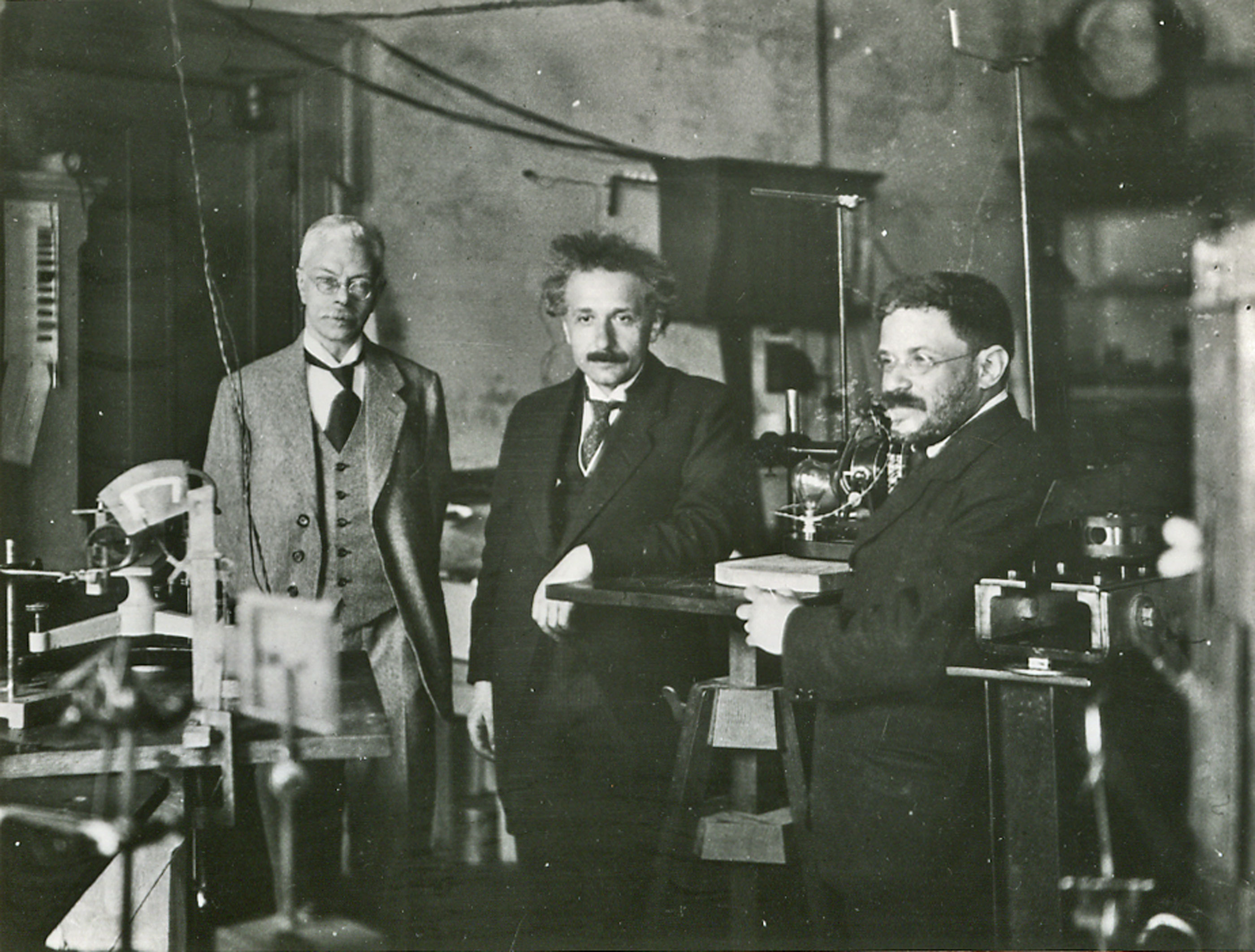
Einstein visitant Pieter Zeeman a Amsterdam, amb el seu amic Paul Ehrenfest als voltants de l'any 1920

Gràcies al seu descobriment li fou oferta un plaça docent a la universitat d'Amsterdam l'any 1897, i el 1900 va rebre la càtedra de física de la mateixa universitat.
El 1902 Pieter Zeeman fou guardonat, juntament amb Hendrik Lorentz, amb el Premi Nobel de Física «per la seva investigació conjunta sobre la influència del magnetisme en la radiació, originant la radiació electromagnètica».
El 1908 fou promogut director de l'Institut de Física d'Amsterdam, que el 1940 va ser reanomenat Laboratori Zeeman. En aquesta nova posició va continuar el treball sobre la influència del magnetisme i va obrir nous camps d'estudi per la Relativitat especial plantejada per Albert Einstein i sobre l'espectometria de la massa.
Secretari de l'Acadèmia neerlandesa d'Arts i Ciències entre 1912 i 1920, el 1923 va esdevenir professor emèrit de la universitat d'Amsterdam. Pieter Zeeman morí el 9 d'octubre de 1943, després d'una malaltia breu a la ciutat d'Amsterdam. Va ser enterrat a la ciutat de Haarlem, no lluny del sepulcre de seu mestre Hendrik Lorentz.

## Reconeixement
A més del premi Nobel, un cràter Zeeman de la Lluna es va batejar en honor seu, igual com l'asteroide (29212) Zeeman el 1991 per l'astrònom alemany Freimut Börngen (1930-2021) va batejar  en honor seu.